# Anoplosiagum fulvum
Anoplosiagum fulvum är en skalbaggsart som beskrevs av Moser 1918. Anoplosiagum fulvum ingår i släktet Anoplosiagum och familjen Melolonthidae. Inga underarter finns listade i Catalogue of Life.